# Benjamin Weidekamp

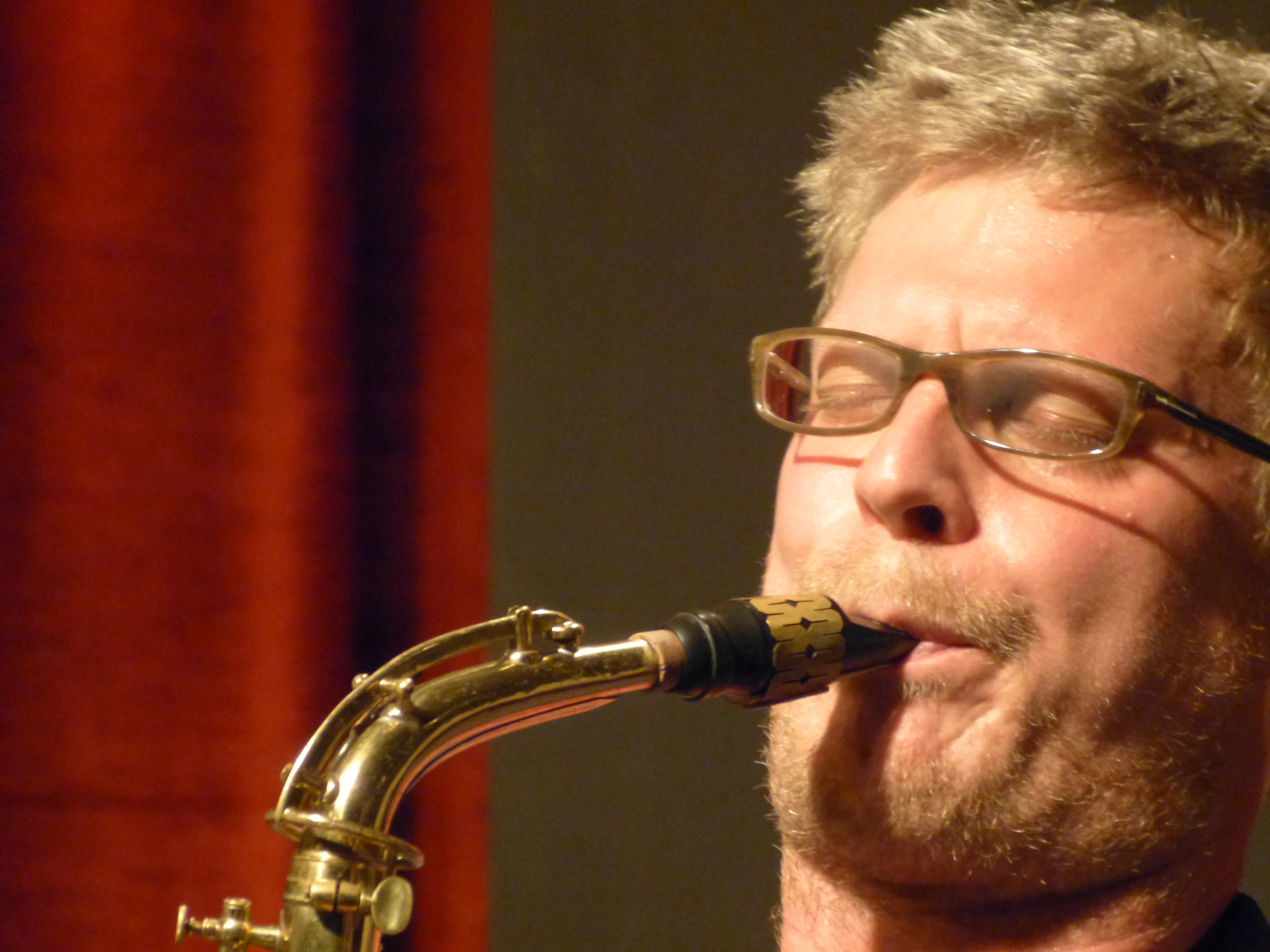
Benjamin Weidekamp (2014)

Benjamin Weidekamp (* 8. Mai 1977 in Münster) ist ein deutscher Jazz- und Improvisations-Musiker (Saxophone, Klarinette), Komponist und Arrangeur.

## Leben und Wirken
Weidekamp lebt seit 1999 in Berlin, wo er an der Hochschule für Musik „Hanns Eisler“ Saxophon/Klarinette und Komposition studierte. Er war kreativer Kopf und Bandleader der Bands Olaf Ton, Stereo Lisa und Themroc3 (nominiert für den deutschen Jazzpreis 2005). Mit dem Trompeter Richard Koch arbeitete er weiterhin noch in der Formation Odd Shot und der BläserBänd (mit Frank Gratkowski, Matthias Schubert und Carl Ludwig Hübsch).
Darüber hinaus inszenierte er die Musiktheaterperformance „Buben&Mädchen“ für vier Musiker und eine Schauspielerin, die 2008 Premiere an der Schaubühne Berlin hatte. Ferner inszenierte er im Auftrag des Hessischen Rundfunks für das Kinderkonzert beim Deutschen Jazzfestival Frankfurt 2009 die Live-Performance Die Computerband und die Prinzessin von Kapé, die 2012 auf dem Moers Festival wiederaufgeführt wurde.
Als Mitglied des Kollektivs Fo[u]r Alto (mit Frank Gratkowski, Christian Weidner und Florian Bergmann) beschäftigte er sich bis zu seinem Aussteigen aus der Gruppe intensiv mit der Erweiterung der Spieltechniken auf dem Saxophon und der Erforschung und Einbeziehung von Mikrotonalität.
Sein Saxophon-Klarinettenspiel im Sinne einer interdisziplinären künstlerischen Ausdrucksweise begreifend, arbeitet er nicht nur mit Musikern zusammen, sondern auch mit anderen Künstlern wie dem internationalen Tanzkollektiv VMM (Various Material Management) um die Pariser Tänzerin Marguerite Papazoglou, Schauspielern, dem Sprechkünstler Christian Reiner sowie dem DJ Vincent von Schlippenbach aka DJ Illvibe und der „Computerband“, in der ein live gespieltes Computerspiel durch eine Band vertont wird.
2010 gründete Weidekamp sein neues Quartett mit Uli Kempendorff (ts/cl), Ronny Graupe (git) und Christian Marien (dr). Beim Festivalauftritt 2012 auf „Jazz an der Lohmühle“ in Berlin-Alt-Treptow betont die Band „Groove, Humor, bedingunslose Spielfreude“ als kennzeichnende Merkmale. Die Kompositionen basieren rhythmisch auf den Namen der Bandmitglieder bzw. deren Übersetzung ins Morsealphabet und harmonisch zum Großteil auf FFT Analysen von Präparationen des Schlagzeugers sowie anderen mikrotonalen Herangehensweisen, wie der Splitchordtechnik, wo zum Beispiel 12-Tonreihen oder die Tonnamen, welche in den Namen der Musiker vorkommen, in der Mitte durch einen Viertelton geteilt werden. So kommt es zum Beispiel dazu, dass der angeknackste Thaigong des Schlagzeugers spektralanalysiert, rückwärts und in 30facher Zeitlupe als harmonische Grundlage dazu dient, dass jeder seinen Namen 16x morsen kann.
Weidekamp gründete gemeinsam mit Elia Rediger, Michael Haves und Jérôme Bugnon das Künstlerkollektiv „Brigade Futur 3“; deren erstes Album Alles wird gut gegangen sein werden, das mit der Leipziger Spielvereinigung Sued entstand, veröffentlichte 2017 WhyPlayJazz.
Daneben arbeitete er mit Anthony Braxton und mit Simon Kanzler, im Multiple Joy(ce) Orchestra, bei Leon Gurvitch, bei Sebastian Schunke und wirkte als Musiker und Arrangeur in Gebhard Ullmanns Formation Ta Lam 11 bei dessen Charles-Mingus-Projekt mit. Weiterhin spielte er im Improvisationstrio Z3 mit Philip Zoubek und Christian Weber.

## Preise und Auszeichnungen
Von Mai 2011 bis Januar 2012 lebte er als Stipendiat der Stiftung Bartels Fondation in Basel.
2012 war Weidekamp Stipendiat des Künstlerhauses Lauenburg.

## Diskographische Hinweise
- Odd Shot: Oscar + Emma (Konnex Records, 2002)
- Olaf Ton: Olaf Ton (Leo Records, 2003)
- Anthony Braxton: 4 Compositions (Ulrichsberg) 2005: Phonomanie VIII (Leo, 2005)
- James Choice Orchestra: Live at the Music Triennale Koln (Leo, 2007)
- Stereo Lisa Anno Onno Monno (Jazzwerkstatt, 2007, mit Gebhard Ullmann, Jürgen Kupke, Aki Sebastian Ruhl, Richard Koch, Matthias Müller, Ibadet Ramadani, Almut Kühne, Simon Harrer, Michael Haves, Christian Marien)
- Gebhard Ullmann: Mingus! (Jazzwerkstatt, 2010)
- Benjamin Weidekamp Quartett: seriell, nicht seriös (WhyPlayJazz, 2014)
- Themroc 3: Rocthem! (WhyPlayJazz, 2016, mit Richard Koch, Michael Griener)
- Ernte: Ernte (Enja, 2024, mit Uli Kempendorff, Evi Filippou, Kaspar von Grünigen, David Meier)[11]